# Santa Cruz de Moncayo
Santa Cruz de Moncayo és un municipi d'Aragó situat a la província de Saragossa i enquadrat a la comarca de Tarassona i el Moncayo.